# Compliance officer
Compliance officer är titeln på en yrkesverksam person som har som uppgift att säkra att organisationen den jobbar i följer alla lagar och regler som finns på det aktuella området. Personen är ofta utbildad jurist.
Det bäst kända svenska namnet på befattningen är regelefterlevnadsansvarig. Rollen som regelefterlevnadsansvarig hade sitt ursprung i finansindustrin men växer fram i allt fler branscher som står under myndighetskontroll, exempelvis läkemedelstillverkning. De regelefterlevnadsansvariga bistår organisationen med expertis om kvalitetsfrågor, tolkningar och förbättringar.